# کوک ۳۰۶۱
سیارک ۳۰۶۱ (به انگلیسی: 3061 Cook، نامگذاری:1982UB1) سه هزار و شصت و یکمین سیارک کشف شده‌است که در ۲۱ اکتبر ۱۹۸۲ کشف شد.
قدر مطلق سیارک برابر ۱۱٫۹۰ است.